# 오채원
오채원(2006년 5월 14일~)은 대한민국의 배우이자 모델이다. 3세 때였던 2020년 7월에 《팸퍼스 기저귀》라는 CF 광고를 통하여 CF 키즈 광고 모델로 처음 데뷔를 하였다.

## 학력
- 백양초등학교 졸업
- 백양중학교 졸업
- 백양고등학교 졸업

## 연기 활동

### 영화
- 2017년 《걱정말아요》 ... 어린 점순 역

### 드라마
- 2002년 KBS 아침드라마 《장희빈》 ... 어린 장희빈 역(김혜수 아역)
- 2003년 SBS 수목드라마 《올인》 ... 어린 유정애 역(최정원 아역)
- 2005년 SBS 아침드라마 《여왕의 조건》 ... 어린 남난주 역(조미령 아역)
- 2005년 SBS 미니시리즈 《마이걸》 ... 어린 주유린 역(이다해 아역)
- 2006년 KBS2 주말연속극 《인생이여 고마워요》 ... 김정아 역
- 2006년 KBS2 주말연속극 《소문난 칠공주》 ... 어린 나종칠 역(신지수 아역)
- 2006년 MBC 미니시리즈 《닥터깽》 ... 도수진 역
- 2006년 SBS 미니시리즈 《푸른 물고기》 ... 은지 역
- 2006년 MBC 일일연속극 《얼마나 좋길래》 ... 어린 이혜주 역(윤세아 아역)
- 2006년 SBS 미니시리즈 《해변으로 가요》 ... 어린 윤소라 역(이청아 아역)
- 2006년 SBS 미니시리즈 《천국보다 낯선》 ... 어린 유희연 역(김민정 아역)
- 2006년 MBC 《환상의 커플》 - 비행기에서 안나의 뒷좌석에 앉은 아이 역
- 2006년 SBS 금요드라마 《마이 러브》 어린 김민 역(남지현 아역)
- 2006년 MBC 단막극 《MBC 베스트극장 - 너네 호영이》
- 2006년 SBS 미니시리즈 《눈꽃》 ... 어린 유다미 역(고아라 아역)
- 2007년 SUPER ACTION 《도시괴담 데자뷰 2 - 싼 집》 ... 꽃님이 역
- 2008년 KBS2 미니시리즈 《최강칠우》 ... 황강희 역
- 2008년 MBC every1 《별순검 시즌2》 ... 어린 한다경 역(이청아 아역)
- 2008년 KBS TV소설드라마 《큰 언니》 ... 어린 황씨 역(김동주 아역)
- 2008년 MBC 아침드라마 《흔들리지마》 ... 어린 이수현 역(홍은희 아역)
- 2008년 ~ 2009년 MBC 아침드라마 《하얀 거짓말》 ... 어린 서은영 역(신은경 아역역)
- 2008년~2009년 SBS 일일드라마 《아내의 유혹》 ... 어린 정하늘 역(오영실 아역)
- 2009년 SBS 수목드라마 《카인과 아벨》 ... 어린 김서연 역(채정안 아역)
- 2009년 SBS 아침드라마 《녹색마차》 ... 어린 오현숙 역(정혜선 아역)
- 2009년 SBS 일일드라마 《두 아내》 ... 어린 윤영희 역(김지영 아역)
- 2009년 SBS 월화드라마 《자명고》 ... 어린 왕자실 역(이미숙 아역)
- 2009년~2010년 SBS 아침드라마 《망설이지마》 ... 어린 오선아 역(배민희 아역)
- 2010년 SBS 월화드라마 《나는 전설이다》 ... 어린 마돈나 역(김정은 아역)
- 2011년 KBS2 미니시리즈 《가시나무새》 ... 어린 한유경 역(김민정 아역)
- 2012년 MBC 주말연속극 《메이퀸》 ... 천진주 역
- 2012년 MBC 기획특집극 《못난이 송편》 ... 어린 오아영 역(경수진 아역)
- 2013년 OCN 《특수사건 전담반 TEN 2》 ... 백도식 맞선녀의 딸 역
- 2015년 OCN 《실종느와르 M》 ... 김선영 역

## 이외 단발적 연기 활동

### TV 방송
- 2005년 11월~2006년 12월 MBC 《뽀뽀뽀》
- 2008년 SBS 《좋은 아빠가 되기 위한 스타들의 리얼육아보고서 - 좋아서》

### 뮤직비디오
- SPORM - Blue